# Фусів
Фу́сів — село в Україні, в Шептицькому районі Львівської області. Населення становить 529 осіб.
Церква Св.Івана Богослова, дзвіниця, 1782 р.

## Історія
Село завжди було частиною Волині. За часів Російської імперії село входило до складу Підберезської волості Володимир-Волинського повіту Волинської губернії, за міжвоєнної Польщі - частина ґміни Подбрезє Горохівського повіту Волинського воєводства. 
1940 року було утворено Горохівський район Волинської області, село входило до його складу, на 1946 рік було центром сільської ради. 
Село Фусів 19 січня 1961 року зі складу Горохівського району Волинської області було передано до складу Сокальського району Львівської області.